# كي دورسي (فلم)

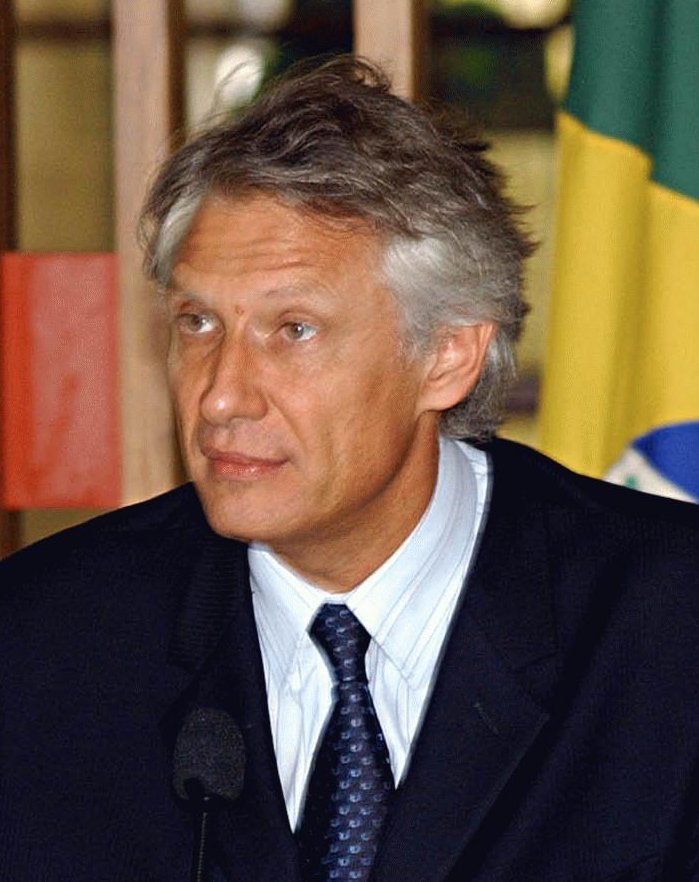
دومينيك دو فيلبان والقصة تدور حوله

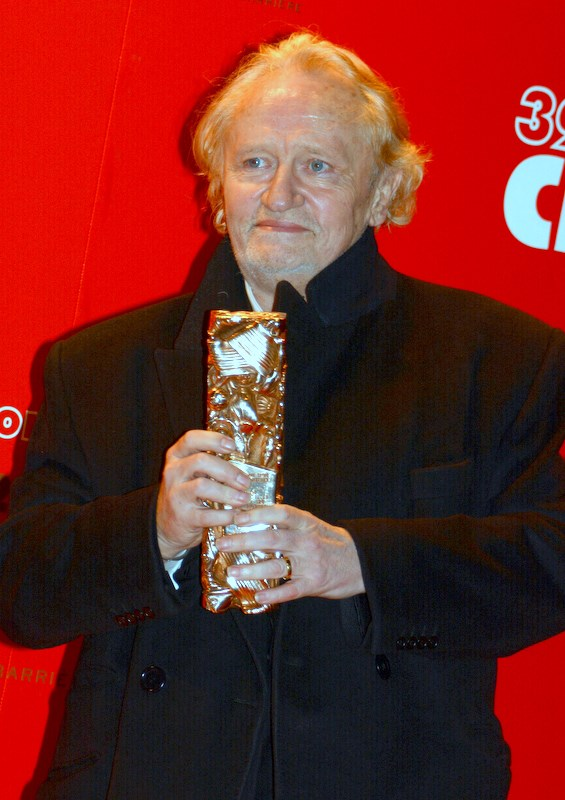
بيل أرستروب أفضل ممثل لدور ثانوي 2014

كي دورسيه (بالفرنسية: Quai d'Orsay) هو فيلم من إخراج الفرنسي برتراند تافارنيه مقتبس من القصة المصورة التي تحمل نفس الاسم لكريستوف بلين وهابيل لانزاك.

## البداية
صدر في 6 تشرين الثاني، عام 2013. الفيلم في المنافسة على جائزة في مهرجان سان سيباستيان السينمائي الدولي عام 2013 وكان اسمه أيضا 2014 القياصرة وحصل على تمثال صغير لأفضل ممثل مساعد عن طريق تفسير نيلز أريستروب (كلود موباس)، ورئيس هيئة الاركان.

## القصة
تدور القصة على شخصية دومينيك دو فيلبان الذي كان يحضر خطابًا ليلقيه في الأمم المتحدة والذي يعلن فيه رفض فرنسا لاحتلال العراق من قبل الولايات المتحدة الأمريكية، في عهد الرئيس شيراك، والحقيقة فإن القصة تتمحور حول الخطاب وكتابته.

## التصوير

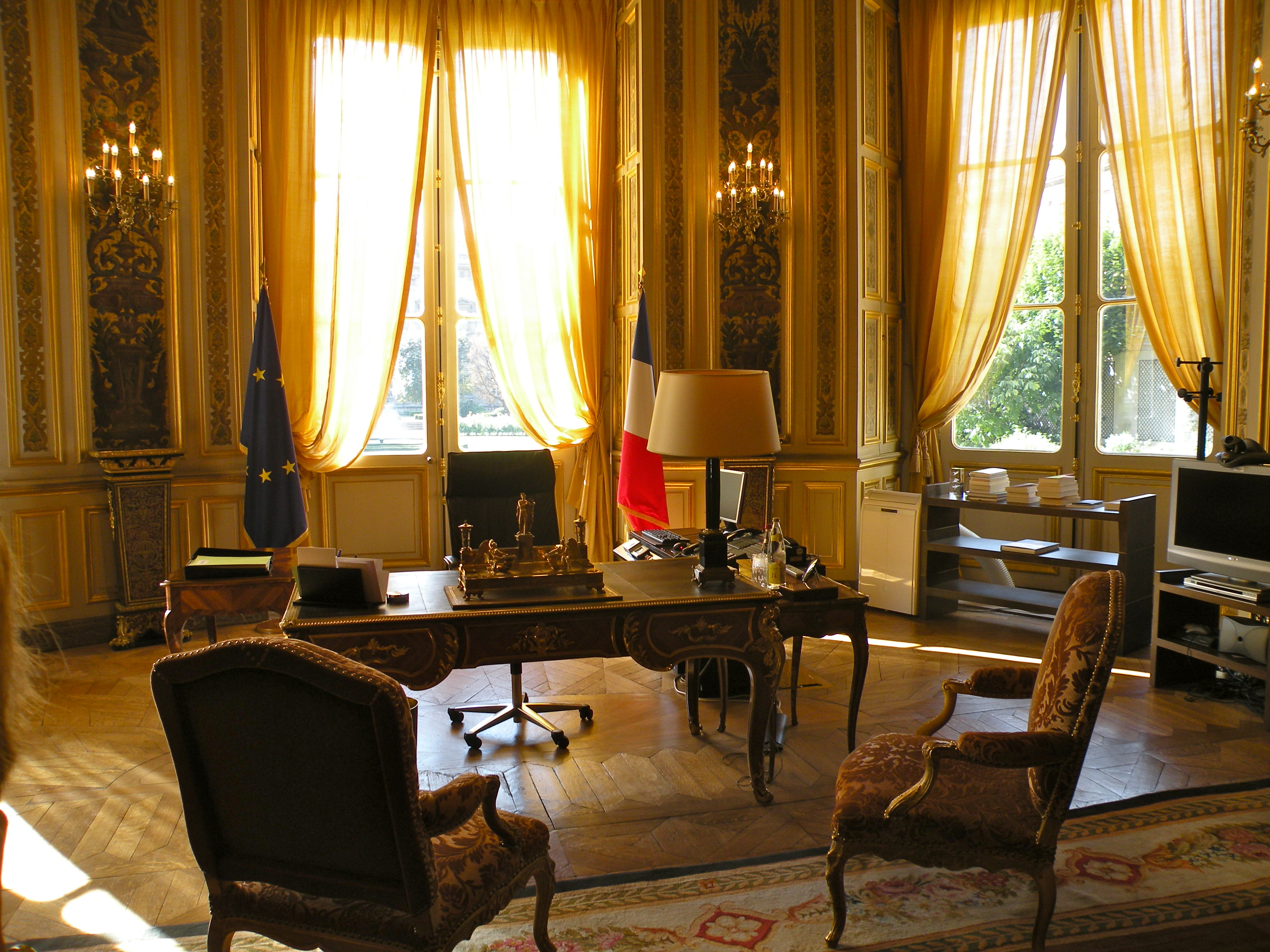
المكان الذي صور فيه الفلم وهو مبنى وزارة الخاجية الفرنسية

صور في مبنى وزارة الخاجية الفرنسية لأن دومينيك دو فيلبان كان وزيرًا للخارجية آنذاك.

## روابط خارجية
- مقالات تستعمل روابط فنية بلا صلة مع ويكي بيانات